# Matej Šavol
Matej Šavol (* 14. dubna 1984, Ružomberok) je slovenský fotbalový brankář, který momentálně hraje za tým MFK Ružomberok, kde od léta 2014 hostuje z klubu MFK Tatran Liptovský Mikuláš.
V prosinci 2008 se Matej stal otcem, když se mu narodila dcera Nela.[zdroj?]

## Klubová kariéra
S fotbalem začínal v MFK Ružomberok, kde dlouhá léta působil. Do svého týmu si ho v létě 2008 vyhlédlo vedení FK Baník Most, kam také Matej přestoupil. Měl se stát v Mostě gólmanskou jedničkou, ale výbornými výkony ho do brány nepustil Lukáš Paleček.
Po sezoně 2008/09 se vrátil na Slovensko, tentokrát do klubu MFK Tatran Liptovský Mikuláš. 11. července 2014 odešel hostovat do MFK Ružomberok, kde začínal s fotbalem.